# Leutkirch im Allgäu
Leutkirch im Allgäu este un oraș din landul Baden-Württemberg, Germania.